# Hypsioma affinis
Hypsioma affinis là một loài bọ cánh cứng trong họ Cerambycidae.